# Воробьиный попугайчик Лессона
Воробьиный попугайчик Лессона (лат. Forpus coelestis) — птица семейства попугаевых.

## Внешний вид
Длина тела 12—12,5 см. Основная окраска оперения зелёная. Темя серое, спина зелёно-серая, крестец и края крыльев голубые, хвост зелёный. Клюв светло-серый, радужка коричневая. У самок отсутствует голубая окраска на крыльях и на крестце.

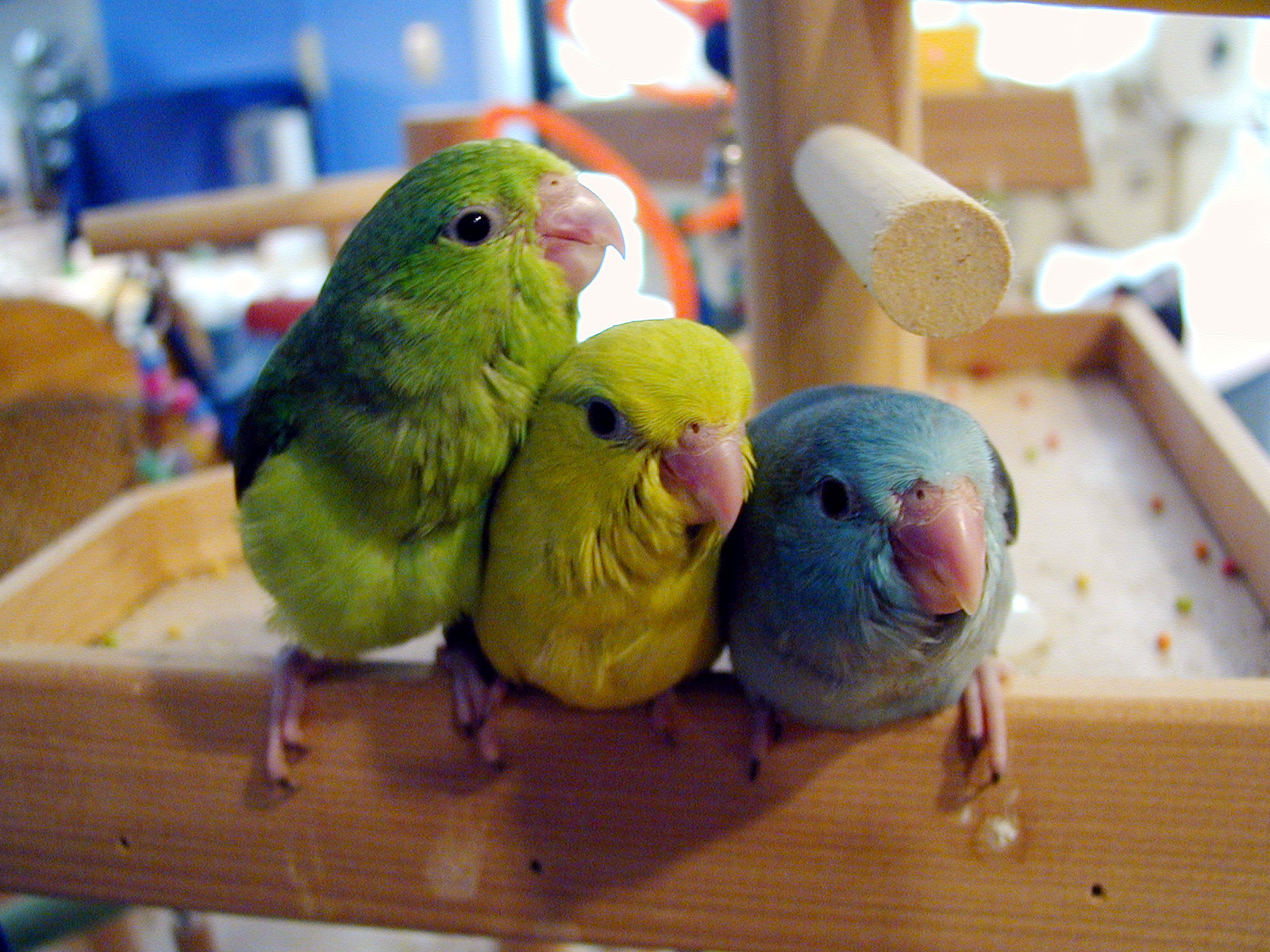
Три особи зелёного, жёлтого и голубого цвета оперения

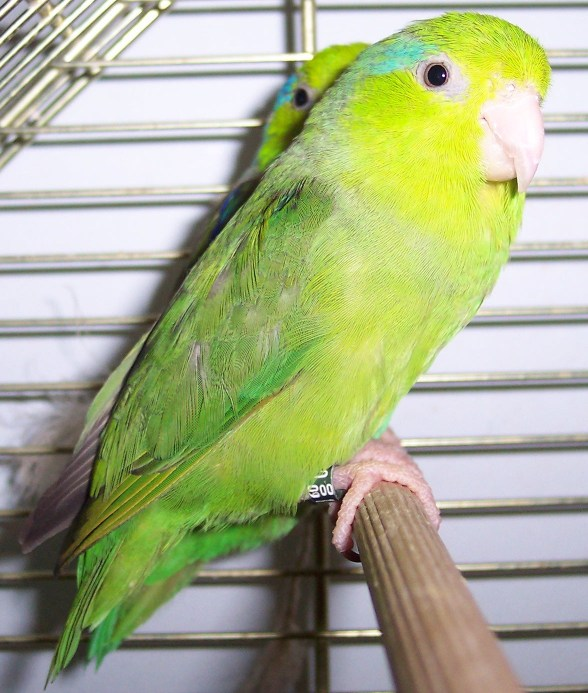
Самочка мирного воробьиного попугайчика

## Распространение
Обитают от Эквадора до Перу и в западной части Южной Америки.

## Образ жизни
Населяют субтропические и тропические леса.

## Размножение

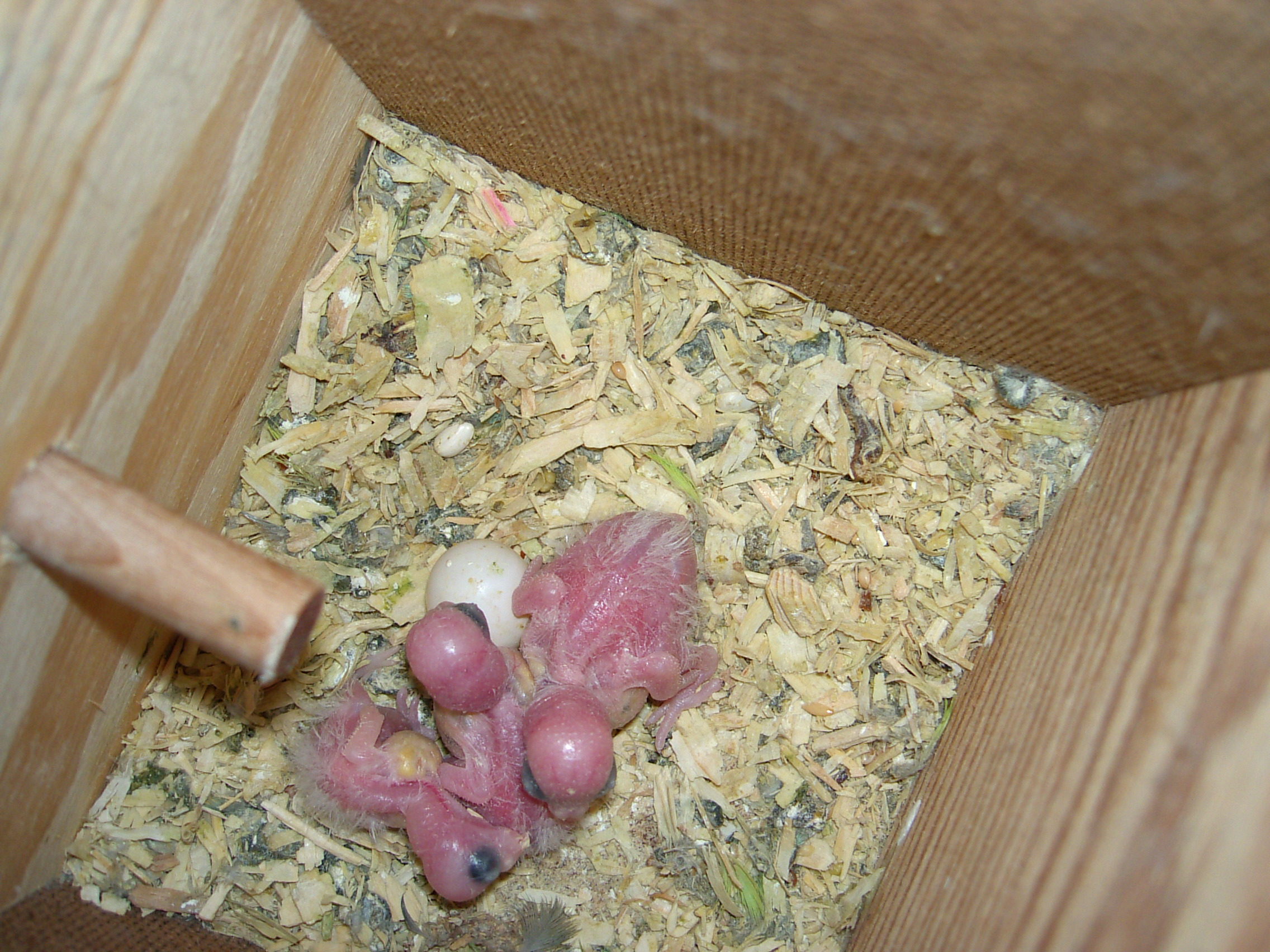
Три новорождённых птенца

Самка откладывает от 4 до 6 яиц. Через 3 недели появляются птенцы, а ещё через месяц они оперяются и вылетают из гнезда.

## Содержание
Наиболее многочисленный и хорошо размножающийся у любителей вид рода Forpus.